# Ischnomesus bruuni
Ischnomesus bruuni là một loài chân đều trong họ Ischnomesidae. Loài này được Wolff miêu tả khoa học năm 1956.